# Sargis Hovhannisyan
Sargis Hovhannisyan (in armeno Սարգիս Հովհաննիսյան?; Erevan, 17 agosto 1968) è un allenatore di calcio ed ex calciatore armeno, assistente di Jurij Sëmin alla Lokomotiv Mosca.

## Palmarès

### Club

#### Competizioni nazionali
- Coppa di Russia: 4

Lokomotiv Mosca: 1995-1996, 1996-1997, 1999-2000, 2000-2001